# Оцилиндрованное бревно
Оцилиндрованное бревно — фрезерованное бревно, которое прошло механическую обработку на специальном оборудовании и имеет одинаковый диаметр по своей длине. В зависимости от вида применяемого станка бревну может придаваться специальный профиль.

## Этапы производства
Процесс производства состоит из следующих этапов:
1. Сырьё (пиловочные брёвна) предварительно сортируются по диаметру. Как правило, диаметр пиловочного бревна, измеренный по вершинной части, должен быть больше диаметра готового бревна на 20 мм.
2. Отсортированное сырьё подаётся в станок для обработки.
3. После обработки в оцилиндровочном станке бревно раскраивается на детали дома при помощи дисковых или цепных пил.
4. После изготовления чаш, каждая деталь дома в тёплое время года обрабатывается антисептиком. Антисептик предотвращает заражение свежей древесины грибками и плесенью.
5. Обработанные детали дома упаковываются в транспортные пакеты и отправляются на склад для дальнейшей транспортировки на место сборки.

## Обработка бревна
Основные виды станков, используемых при изготовлении оцилиндрованного бревна: позиционные (токарно-фрезерные) и станки проходного типа.
Для последующей обработки бревна применяют станки протяжные и центровые, а также станки для нарезки «чашек».
Прежде чем начать оцилиндровку, брёвна сортируются по диаметру, а затем пускаются в обработку. После придания бревну определённого профиля и нарезки «чашек» бревно антисептируется специальными составами на водной основе для того, чтобы уберечь бревно от влияния погодных условий во время транспортировки и сборки здания. Этот антисептик для предварительной обработки не закупоривает капилляры древесины, что позволяет бревну естественно сохнуть, находясь уже в строении и не заболевать синевой.
Также при производстве дома из бревна очень важно на оцилиндрованном бревне правильно сделать продольный паз. Его диаметр должен быть несколько меньше диаметра бревна для того, чтобы между бревнами остался небольшой зазор для утеплителя. В случае, если диаметр паза и бревна будут совпадать или размеры бревна будут больше, после усадки сруба это место может «раскрыться». То есть, верхнее бревно будет касаться нижнего не всей поверхностью паза, как должно быть, а лишь одной центральной точкой.

## Возведение дома
Возведение домов из оцилиндрованного бревна занимает значительно меньше времени (от четырёх до восьми месяцев) при условии аккуратности изготовления подобного материала и его маркировки. Процесс строительства не требует задействования сил профессионалов, которые занимаются изготовлением срубов из кругляка. Бревно с одинаковым диаметром позволяет в процессе постройки образовать более твёрдую конструкцию и максимально уменьшить расстояние между брёвнами на стыке. Подогнанные вплотную благодаря свойству герметичности угловых и венцовых соединений, они создают прочные стены и обладают повышенной изолирующей способностью. Полученная поверхность выглядит гладкой и не требует дополнительной обработки стен.
Как правило, на сушку здания уходит от 4 до 6 месяцев (зависит от времени года, когда произведён монтаж), после чего бревно ещё раз покрывается с внешней стороны здания другим видом антисептика, предотвращающим его отсыревание, гниение, поражение жучками. Так как во время усушки на поверхности бревна поднимаются ворсинки, после окончания этого процесса для придания стене гладкости брёвна внутри здания шлифуются и покрываются лаком.